# Platynowe przeboje: Czy ty wiesz moja mała
Platynowe przeboje: Czy ty wiesz moja mała – album kompilacyjny Jerzego Połomskiego zawierający jego największe przeboje, wydany w 2007 roku jako część serii Platynowe przeboje.

## Lista utworów
1. „Cała sala śpiewa z nami” – (2:48)
2. „Wspomnienia na chwilę” – (3:14)
3. „Otul mnie swetrem” – (3:35)
4. „Kodeks” – (2:27)
5. „Co ma być odnajdzie się” – (3:37)
6. „Daj” – (2:45)
7. „Chłopaki z naszej ulicy” – (03:03)
8. „Nie zapomnisz nigdy” – (02:49)
9. „Miłości mojej mówię do widzenia” – (02:59)
10. „Biedny walc” – (03:15)
11. „Czy ty wiesz moja mała (Ein Spanischer tango und ein maedel wie du)” – (3:31)
12. „Idź swoją drogą” – (3:32)[2]